# 黄老道
黄老是早期道家思想的一種，是道家中主张积极入世的重要分支，它把传统的归隐而居的道家的哲学用于治国以实现富国强兵，因假托黄帝和推崇老子而得名。黄老道家後來也變為道教的开端。老子之門人，託言黃帝，并推崇伊尹和姜太公，主張清靜、無為，不擾民，让民众“自化”，从而使天下安寧而治。

## 历史
秦始皇以來，濫耗民力，大興土木，並使用酷刑威逼百姓，一統天下不久，山東六國紛起反叛、秦朝迅速滅亡。故漢高祖即位以後，就奉行黄老的道家思想，與民休息。而著名的宰相蕭何、曹參也都力行黃老之術以治國家。後來當政的漢惠帝、呂太后、漢文帝、漢景帝、竇太后這些天子、太后，基本上都是以黃老之術執政的奉行者。
直到漢武帝聽董仲舒之言，獨尊儒術以後，漢代黃老之風才移轉至民間。这个学派的主要著作有陸賈的《新語》、马王堆出土的帛书《老子》、《黄帝四经》，汉初淮南王刘安主持编写的《淮南子》等书。
黄老道家对法律非常重视，产生了一些原始的法治思想。主张“道生法”，认为“法生于义，义生于众适，众适合于人心，此治之要也”（《淮南子·主术训》）、“古之置有司也，所以禁民，使不得自恣也；其立君也，所以制有司，使无专行也；法籍礼仪者，所以禁君，使无擅断也。”（《淮南子·主术训》）而主张法律要合乎道义和众人的人心并应当用法律来限制君权。战国时期的法家吸收和学习了黄老道家编写的法律制度，但却把法律用来维护君主专制统治、压制民众自由，与黄老道家的原意相悖。
齐国的姜太公实行精兵简政、尊重当地民众习俗的方式治国，为齐国的富强和思想繁荣奠定了基础，而齐文化中也保留了较多的东夷习俗，后来田氏代齐以后开建稷下学宫从而使黄老道家兴起。而黄老道家本身就喜欢假托商朝和殷周之际的历史人物来表达自身的一些主张，黄老道家推崇女性生殖器而继承了老子“尚阴守雌”的理念，强调“顺天性而为”，注重法治与规则，又担心鬼神之不祥，而其中有的代表人物又直接吸纳了墨家的一些主张而与墨家有重合之处，这些都暗示了殷商文化也是黄老道家的重要渊源之一。

## 代表人物和作品
“黄”指春秋戰國時的黃帝學派（以道家為本，融合神仙家和阴阳家的思想，偽託黃帝著書，《史记·封禅书》记载“黄帝且战且学仙”，“仙登于天”），“老”指老子，代表道家的老子學說（《史记·老子韩非列传》记载“老子乃著书上下篇，言道德之意五千馀言而去，莫知其所终。”）。
“黄老道”一名最初见于《后汉书·王涣传》：“延熹（公元158年—166年）中，桓帝事黄老道，悉废诸房祀”。“黄老道”意为以黄帝和老子为依托，发扬“道德”思想的一个学派。漢時言道家，多指黃老道，如司馬談之『論六家要旨』。後來黃學失傳，僅存老學，直至1970年代，馬王堆出土『經法』、『十大經』、『稱經』、『道原經』四經，據信為黃學經典《黃帝四經》。
《史记·孟子荀卿列传》说：田骈、慎到、环渊、接子等人，“皆学黄老道德之说，因发明序其指意。”又载：“河上丈人教安期生，安期生教毛翕公，毛翕公教乐瑕公，乐瑕公教乐臣公，乐臣公教盖公，盖公教于齐高密胶西，为曹相国师。”
汉桓帝曾亲自去陈国苦县（今河南省鹿邑）和濯龙亲祀老子，由于帝王亲祀，百姓更加崇拜，使黄老学说正式发展成为有宗教色彩的黄老道。 
《黄帝四经》是马王堆汉墓出土帛书，初付于帛书老子乙本前，当时称《老子乙本卷前古佚书》；后经鉴定，认为此书是失传已久的《黄帝四经》。《汉书．艺文志》曾经著录此书，但汉以后就失传了。

## 黃老治術
黃老治術是假託黃老，意即黃帝時期的政治清明，以及崇尚道家老子思想中的清靜儉約，作為西漢初國家的政策方針。
西漢帝國建制，經過數年反秦戰爭與楚漢相爭之後，原本在黃河流域中原地區的農業人口大量流失，當時西漢丞相蕭何為了讓流失人口快速回到原有工作崗位上以及減少多餘的政策支出和浪費，制定出「與民休息」、「輕徭薄賦」、「清靜儉約」三大政策方針作為西漢帝國建制初年的政府政策大綱。
蕭何、張良、曹參、陳平等制定了相关政策，其中包括使民放铸，它是汉文帝為了防止泥質金餅等劣質金屬錢幣泛濫，实施的一系列货币非国家化的措施。

## 參见
- 《后汉书·王涣传》
- 《史记·孟子荀卿列传》
- 曹峰：〈黃老思想與民間術數——以出土文獻為線索（页面存档备份，存于）〉。
- 谷中信一：〈论西汉黄老道家的去向（页面存档备份，存于）〉。